# 馬蒙托沃區

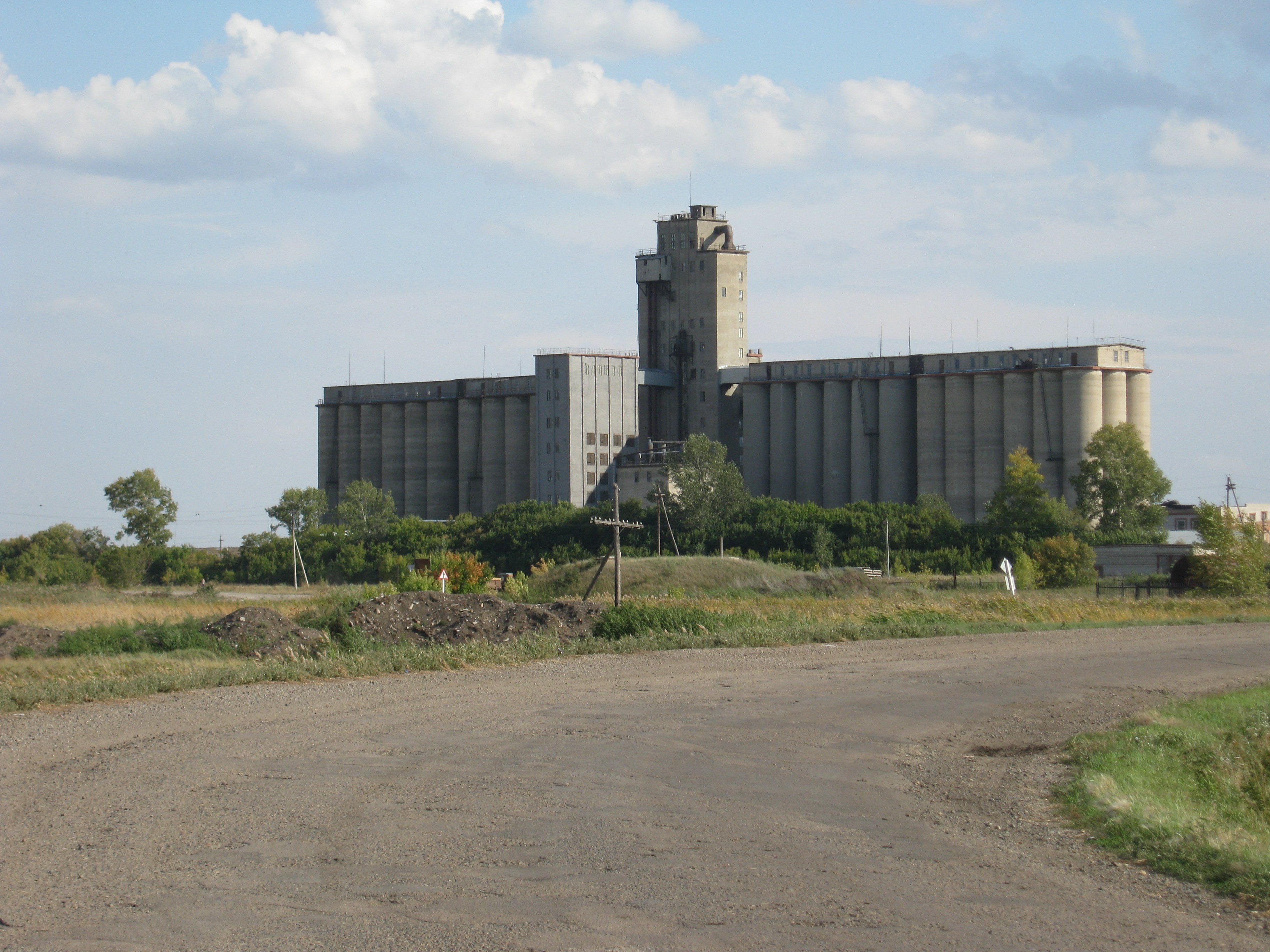

馬蒙托沃區（俄语：Мамонтовский район），是俄羅斯的一個區，位於該國南部，由阿爾泰邊疆區負責管轄，面積2,305平方公里，2010年人口23,412，人口密度每平方公里10.16人。
52°42′N 81°38′E / 52.700°N 81.633°E